# Brüder des Schattens – Söhne des Lichts
Brüder des Schattens — Söhne des Lichts — десятый альбом немецкой группы краут-рока Popol Vuh, изначально выпущенный в 1978 году.
Первые две композиции альбома были использованы в саундтреке фильма Вернера Херцога «Носферату — призрак ночи».

## Характеристика
Brüder des Schattens — Söhne des Lichts доставляет наслаждение полностью всеми характерными составляющими звучания Popol Vuh на протяжении последних лет, включая восхищение перед средневековыми песнопениями, этнический фьюжн и мелодичный эмбиент. Альбом содержит длинные абстрактные композиции, исполненные с помощью гитары, фортепиано и студийных эффектов. Сегодня стиль альбома назвали бы просто нью-эйдж, однако для своего времени это была революционная музыка, давшая толчок развитию современной импрессионистской музыки.

## Список композиций
Все треки написаны Флорианом Фрике, кроме треков 3 и 4, написанных Флорианом Фрике и Даниелем Фихелшером.
1. «Brüder des Schattens — Söhne des Lichts» — 18:47
2. «Höre, der du wagst» — 5:52
3. «Das Schloß des Irrtums» — 5:35
4. «Die Umkehr» — 5:57
Бонус-трек на переиздании 2006 года
5. «Sing, for Song Drives Away the Wolves» — 4:15

## Состав музыкантов
Флориан Фрике — фортепиано
Даниель Фихелшер — электрогитара, акустическая гитара, перкуссия
Приглашенные музыканты
Роберт Элиску — гобой
Алоиз Громер — ситар
Тед де Йонг — танпура
Ансамбль церковного хора Мюнхена
Гвидо Хиеронимус — цифровые инструменты (на треке 5)